# Seyhan (Name)
Seyhan ist ein türkischer weiblicher und (überwiegend) männlicher Vorname arabischer Herkunft mit der Bedeutung „die Flüsse“, der auch als Familienname vorkommt. Die Bedeutung des Namens nimmt möglicherweise Bezug auf die beiden Quellflüsse des Flusses Seyhan.

## Verbreitung
Der Name wird in Deutschland hin und wieder vergeben, von 2010 bis 2022 rund 50 Mal. In der Schweiz tragen 20 Menschen den Namen (Stand 2023). Seyhan kommt in Österreich seit 1991 in der Namensgebung vor, er ist aber ein eher seltener Name. Zwischen 1984 und 2023 wurde er sieben Mal gewählt. In Frankreich wird der Name seit der Jahrtausendwende fast jedes Jahr bei der Namenswahl berücksichtigt, aber in einem geringen Volumen. Seine Vergabe ist auch in Belgien, Dänemark und Schottland nachgewiesen.

## Namensträger

### Männlicher Vorname
- Seyhan Yildiz (* 1989), liechtensteinischer Fußballspieler türkischer Herkunft

### Weiblicher Vorname
- Seyhan Derin (* 1969), deutsch-türkische Filmemacherin

### Familienname
- Mukadder Seyhan Yücel (* 1971), türkische Germanistin und Hochschullehrerin
- Sibel Seyhan (* 1972), türkische Schauspielerin und Theaterregisseurin
- Tolga Seyhan (* 1977), türkischer Fußballspieler